# Wijken en buurten in Gulpen-Wittem
De Nederlandse gemeente Gulpen-Wittem is voor statistische doeleinden onderverdeeld in wijken en buurten. De gemeente is verdeeld in de volgende statistische wijken:
- Wijk 00 Gulpen (CBS-wijkcode:172900)
- Wijk 01 Wijlre (CBS-wijkcode:172901)
- Wijk 02 Eys (CBS-wijkcode:172902)
- Wijk 03 Wittem (CBS-wijkcode:172903)
- Wijk 04 Mechelen (CBS-wijkcode:172904)
- Wijk 05 Epen (CBS-wijkcode:172905)
- Wijk 06 Slenaken (CBS-wijkcode:172906)

Onderstaande tabel geeft de indeling met kentallen volgens het Centraal Bureau voor de Statistiek (2008):
| Statistische buurten van Gulpen-Wittem | Statistische buurten van Gulpen-Wittem     | Statistische buurten van Gulpen-Wittem | Statistische buurten van Gulpen-Wittem | Statistische buurten van Gulpen-Wittem | Statistische buurten van Gulpen-Wittem |
| CBS-buurtcode                          | Buurtnaam                                  | Inwonertal                             | Opp. totaal (ha)                       | Opp. land (ha)                         | Ligging                                |
| -------------------------------------- | ------------------------------------------ | -------------------------------------- | -------------------------------------- | -------------------------------------- | -------------------------------------- |
| BU17290000                             | Gulpen                                     | 3550                                   | 161                                    | 160                                    | Locatie in de gemeente                 |
| BU17290001                             | Ingber-De Hut                              | 210                                    | 75                                     | 75                                     | Locatie in de gemeente                 |
| BU17290002                             | Euverem, Pesaken, Billinghuizen en Waterop | 250                                    | 144                                    | 144                                    | Locatie in de gemeente                 |
| BU17290003                             | Reijmerstok                                | 570                                    | 186                                    | 186                                    | Locatie in de gemeente                 |
| BU17290009                             | Verspreide huizen                          | 120                                    | 1509                                   | 1508                                   | Locatie in de gemeente                 |
| BU17290100                             | Wijlre                                     | 2000                                   | 97                                     | 94                                     | Locatie in de gemeente                 |
| BU17290101                             | Etenaken                                   | 280                                    | 34                                     | 34                                     | Locatie in de gemeente                 |
| BU17290102                             | Stokhem-Beertsenhoven                      | 170                                    | 66                                     | 66                                     | Locatie in de gemeente                 |
| BU17290103                             | Elkenrade                                  | 90                                     | 28                                     | 28                                     | Locatie in de gemeente                 |
| BU17290109                             | Verspreide huizen                          | 90                                     | 785                                    | 781                                    | Locatie in de gemeente                 |
| BU17290200                             | Eys-Overeys                                | 1500                                   | 126                                    | 126                                    | Locatie in de gemeente                 |
| BU17290201                             | Trintelen                                  | 150                                    | 37                                     | 37                                     | Locatie in de gemeente                 |
| BU17290202                             | Eyserheide                                 | 70                                     | 21                                     | 21                                     | Locatie in de gemeente                 |
| BU17290209                             | Verspreide huizen                          | 30                                     | 591                                    | 591                                    | Locatie in de gemeente                 |
| BU17290300                             | Partij-Wittem                              | 760                                    | 94                                     | 94                                     | Locatie in de gemeente                 |
| BU17290301                             | Wahlwiller                                 | 370                                    | 41                                     | 41                                     | Locatie in de gemeente                 |
| BU17290302                             | Nijswiller                                 | 720                                    | 61                                     | 61                                     | Locatie in de gemeente                 |
| BU17290309                             | Verspreide huizen                          | 70                                     | 677                                    | 676                                    | Locatie in de gemeente                 |
| BU17290400                             | Mechelen                                   | 1470                                   | 160                                    | 159                                    | Locatie in de gemeente                 |
| BU17290401                             | Hilleshagen                                | 110                                    | 57                                     | 57                                     | Locatie in de gemeente                 |
| BU17290402                             | Schweiberg-Dal                             | 220                                    | 109                                    | 108                                    | Locatie in de gemeente                 |
| BU17290409                             | Verspreide huizen                          | 170                                    | 814                                    | 812                                    | Locatie in de gemeente                 |
| BU17290500                             | Epen                                       | 760                                    | 68                                     | 68                                     | Locatie in de gemeente                 |
| BU17290501                             | Eperheide                                  | 130                                    | 64                                     | 64                                     | Locatie in de gemeente                 |
| BU17290509                             | Verspreide huizen                          | 220                                    | 611                                    | 608                                    | Locatie in de gemeente                 |
| BU17290600                             | Slenaken                                   | 370                                    | 238                                    | 238                                    | Locatie in de gemeente                 |
| BU17290601                             | Heijenrade                                 | 160                                    | 239                                    | 239                                    | Locatie in de gemeente                 |
| BU17290602                             | Beutenaken                                 | 50                                     | 156                                    | 156                                    | Locatie in de gemeente                 |
| BU17290603                             | Schilberg-Hoogcruts                        | 50                                     | 87                                     | 87                                     | Locatie in de gemeente                 |